# ベルト (服飾)

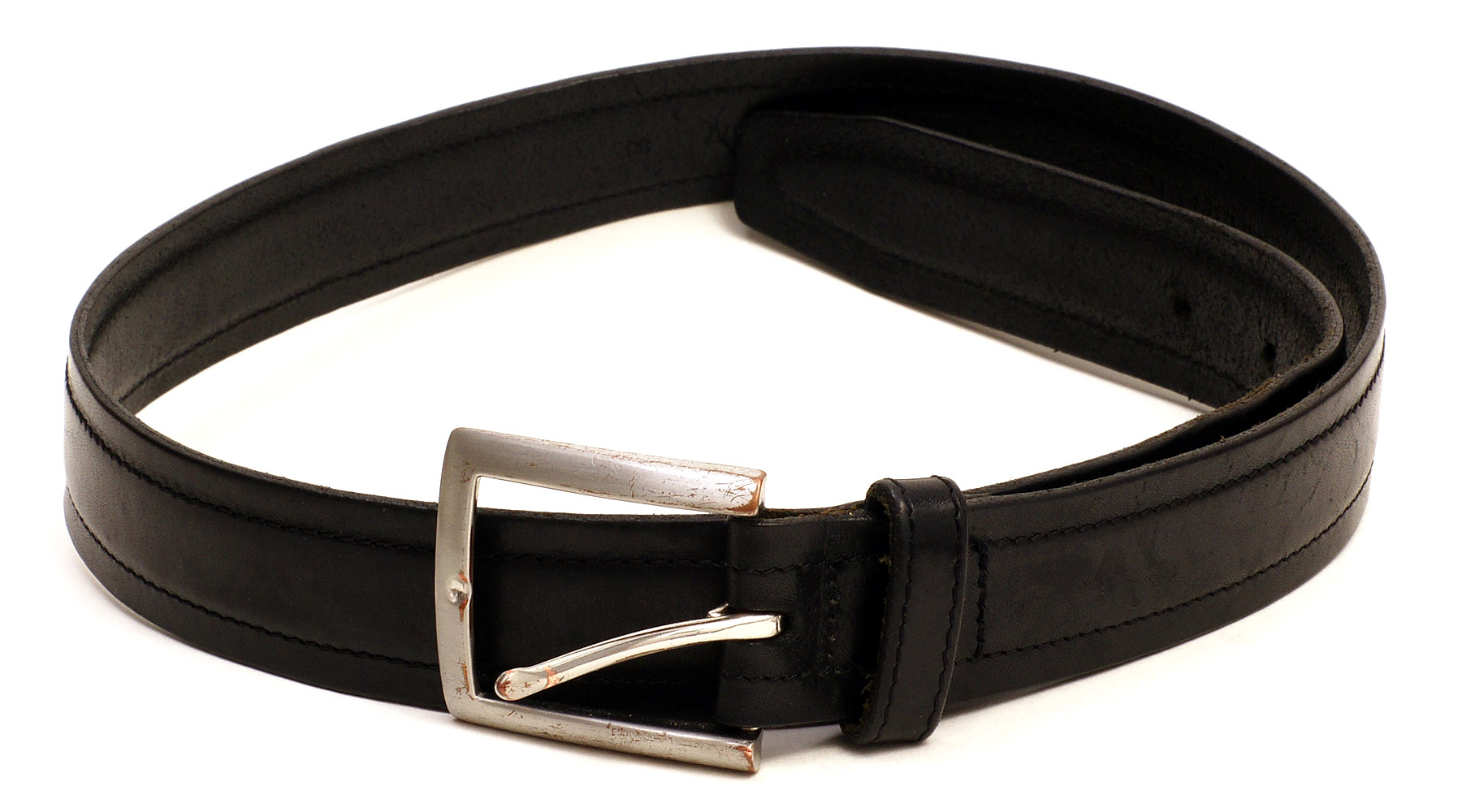
黒の革ベルト

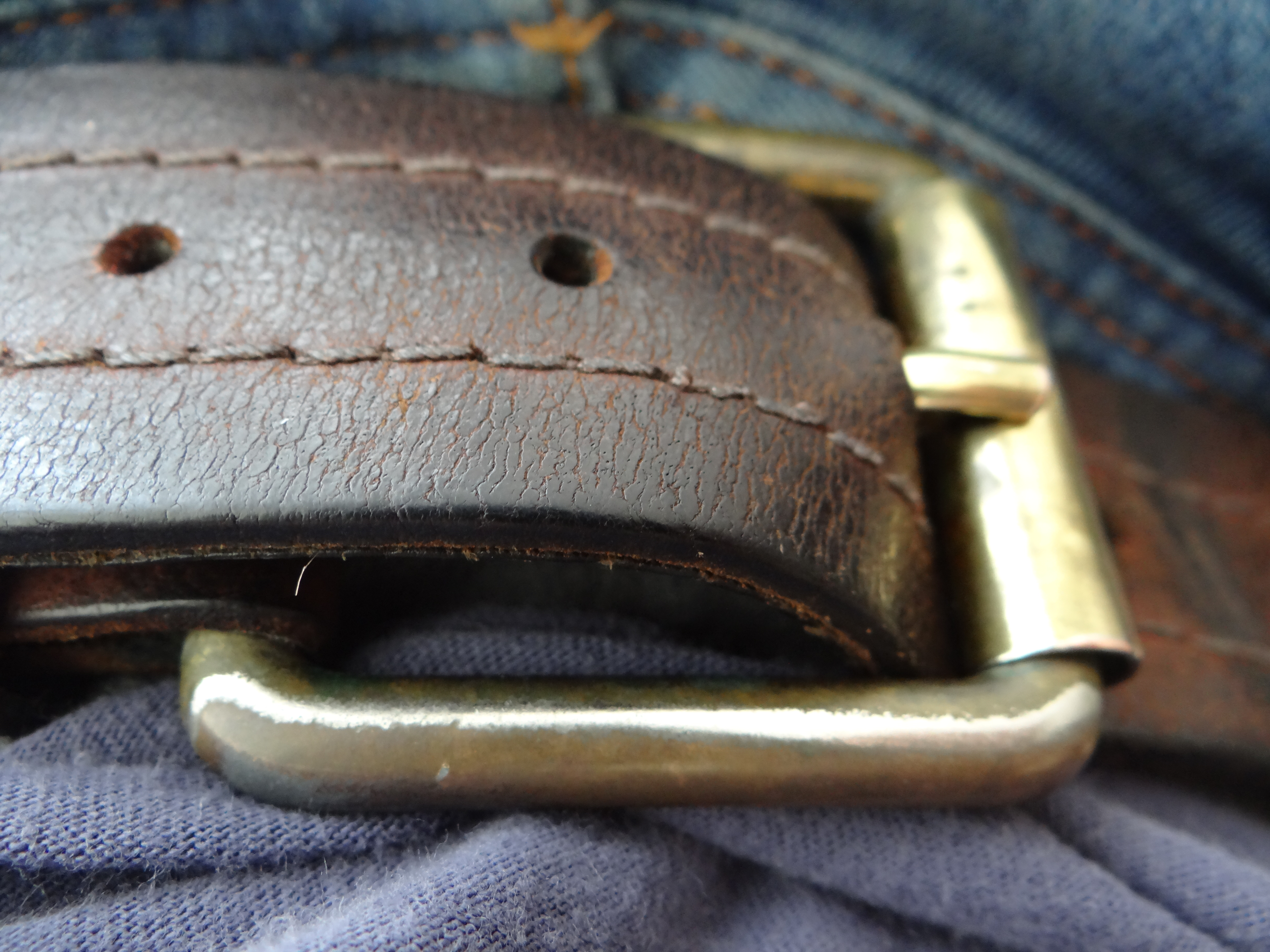
バックル

ベルト（英: belt）は、細長い布や革であり、服飾分野では主にウェスト（腰のくびれ）の周囲に巻くようにして使うものである。帯革（おびかわ）、胴締、バンドともいう。
ほとんどのベルトはバックルや尾錠と呼ばれる固定具と一体化したものとなっており、輪の径や締める強さはある程度任意に調節することが出来る。

## 歴史
ベルトの使用は青銅器時代にまで遡ることができる。
身体に身に付けた布を抑える、採取した物を吊るす等、生活に根付いた使用がされていたと考えられている。
またベルトの起源は古代ギリシャ時代にあるとも。当時、もともと剣は肩から皮革で吊して持ち歩いたが、時代と共に腰に巻き付ける方式へと変化し、現在のベルトに近い形になった、とも。

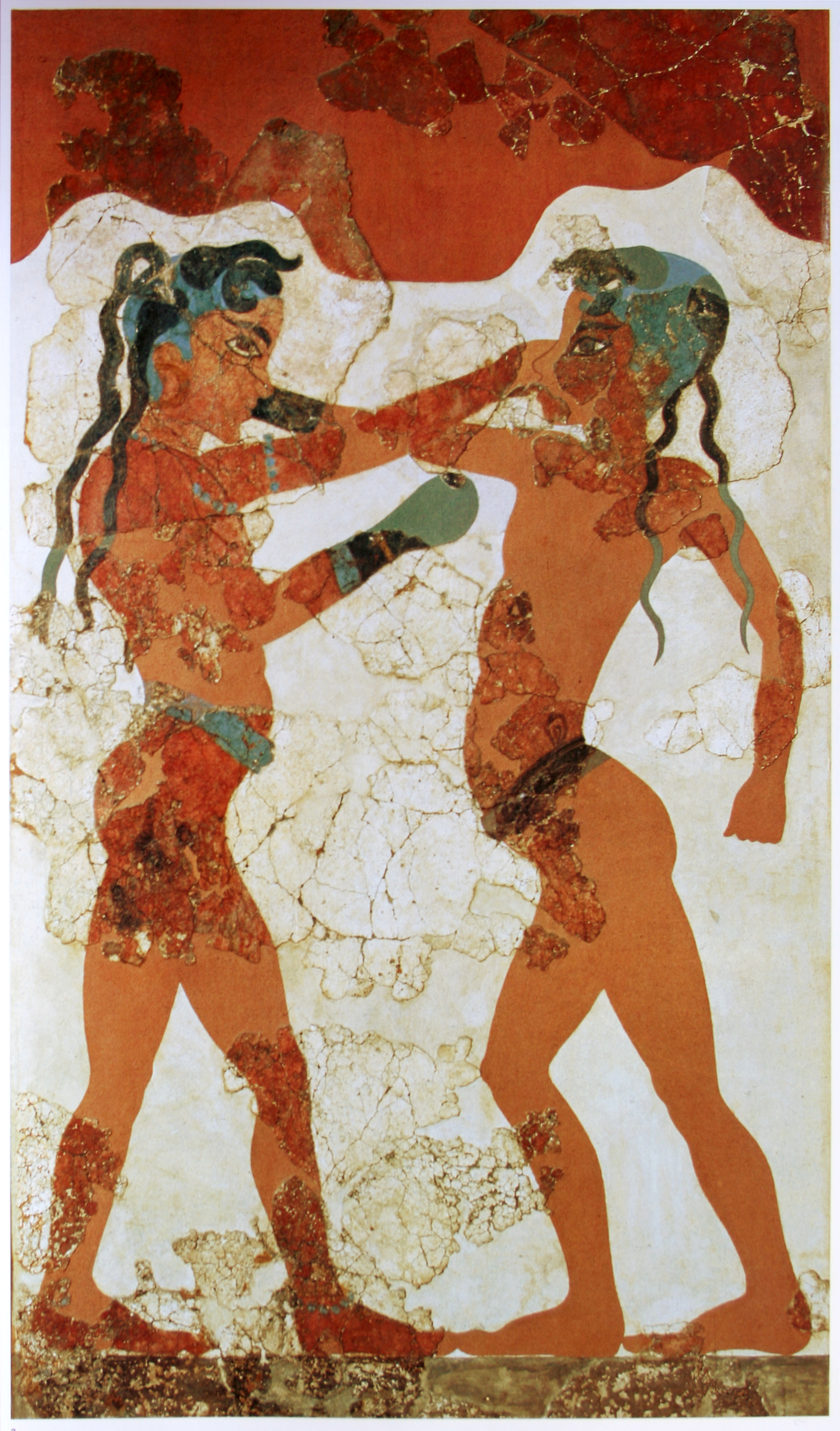
ベルトを締めてボクシングをする少年のフレスコ画。古代ギリシア、アクロティリ。紀元前1600年-紀元前1500年頃。
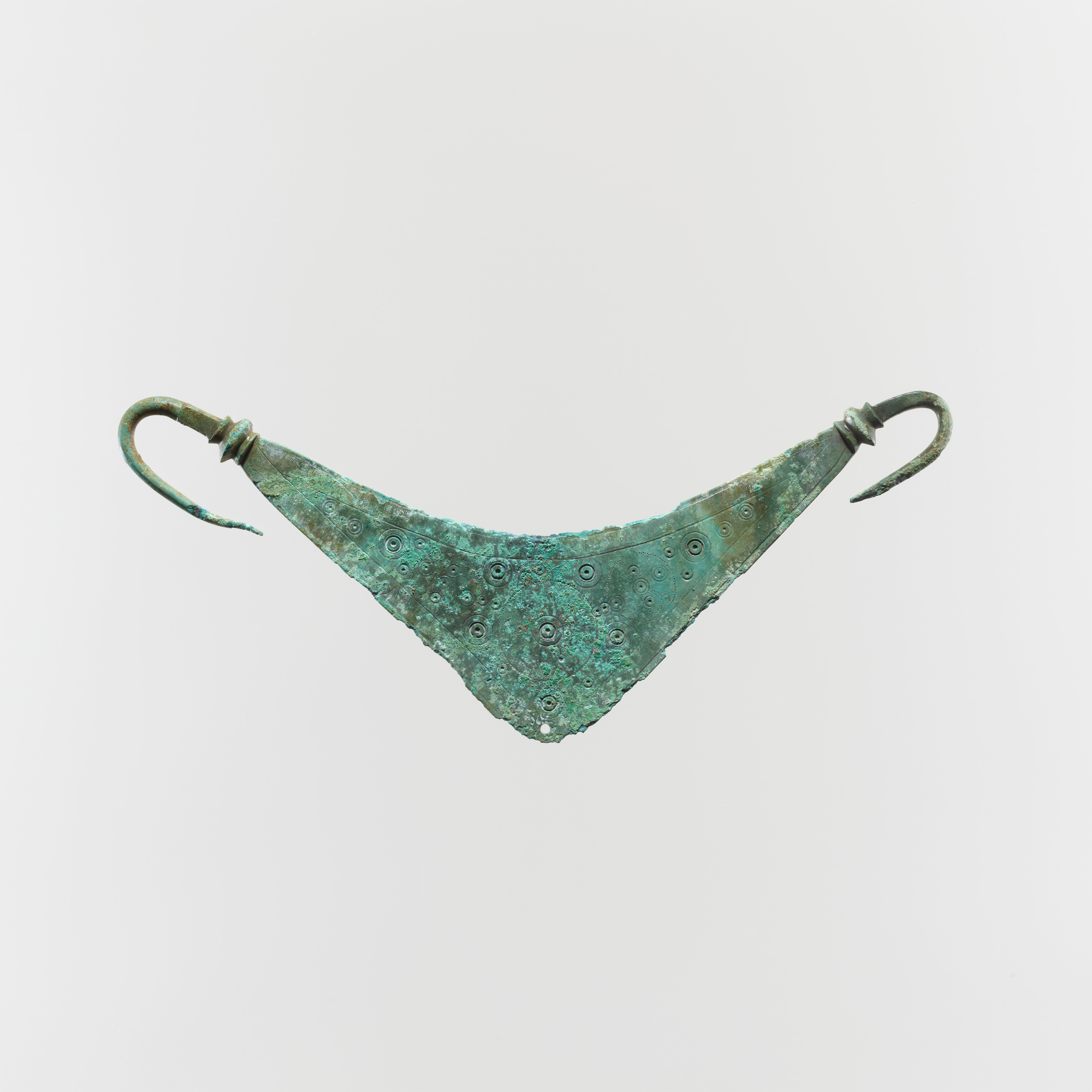
ベルトの青銅製留め金。古代ギリシア、紀元前7世紀。
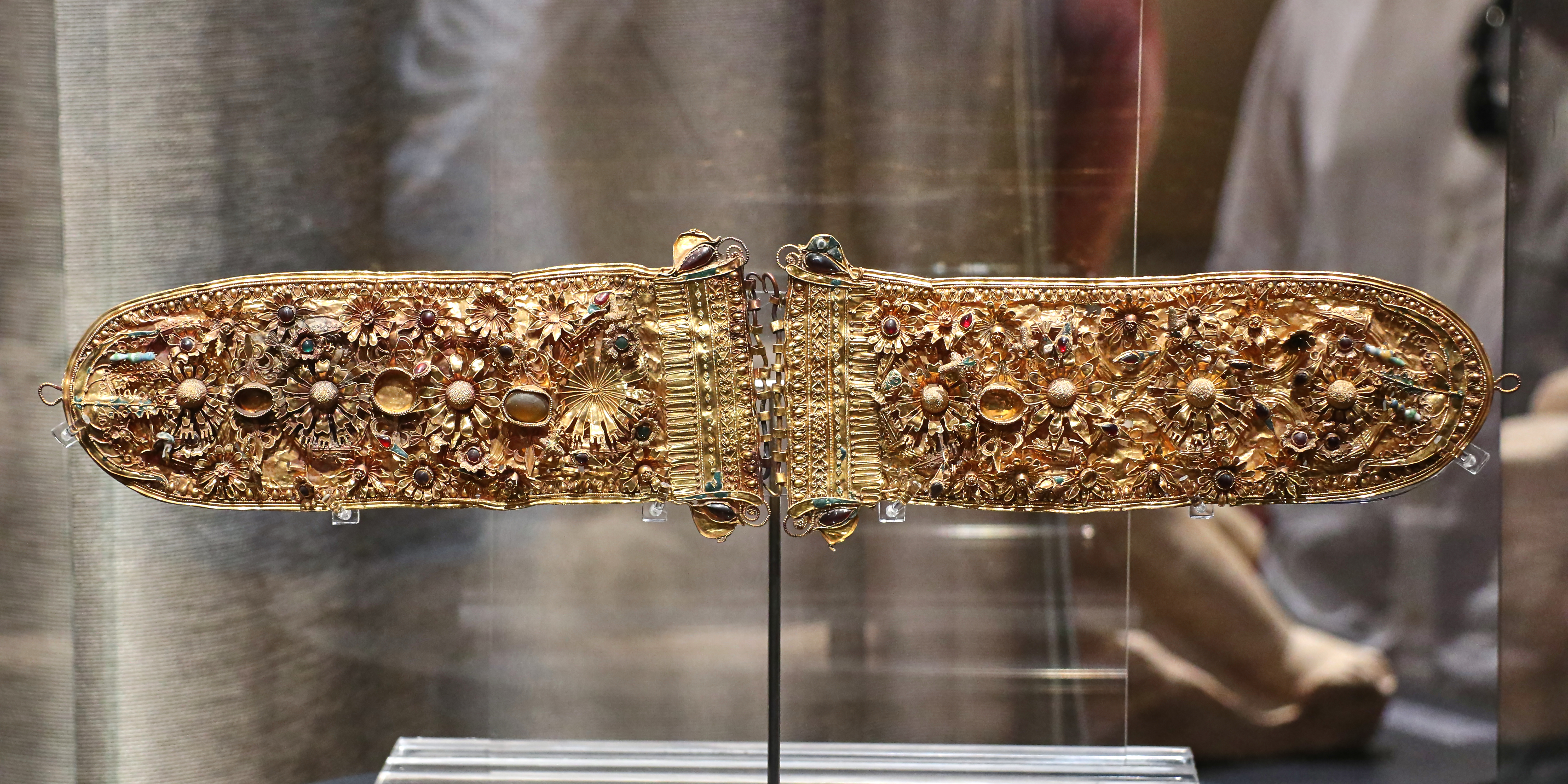
装飾的なベルト。紀元前2世紀。由来は不明。アテネ国立考古学博物館所蔵。
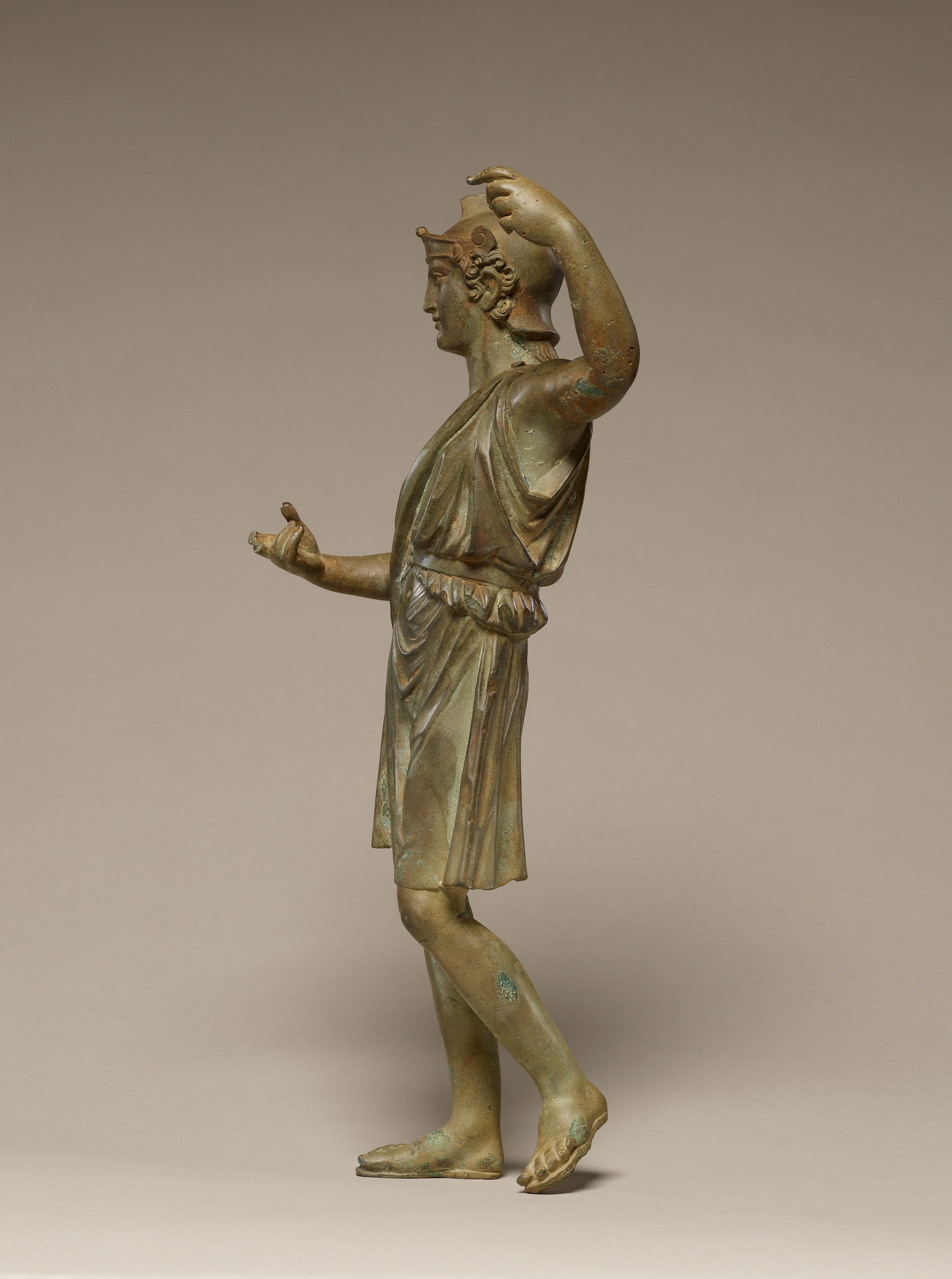
ヘルメット、チュニック、ベルトを着用している人物のブロンズ像。おそらく女神像。古代ローマ、50年-70年頃。

## 用途
服飾

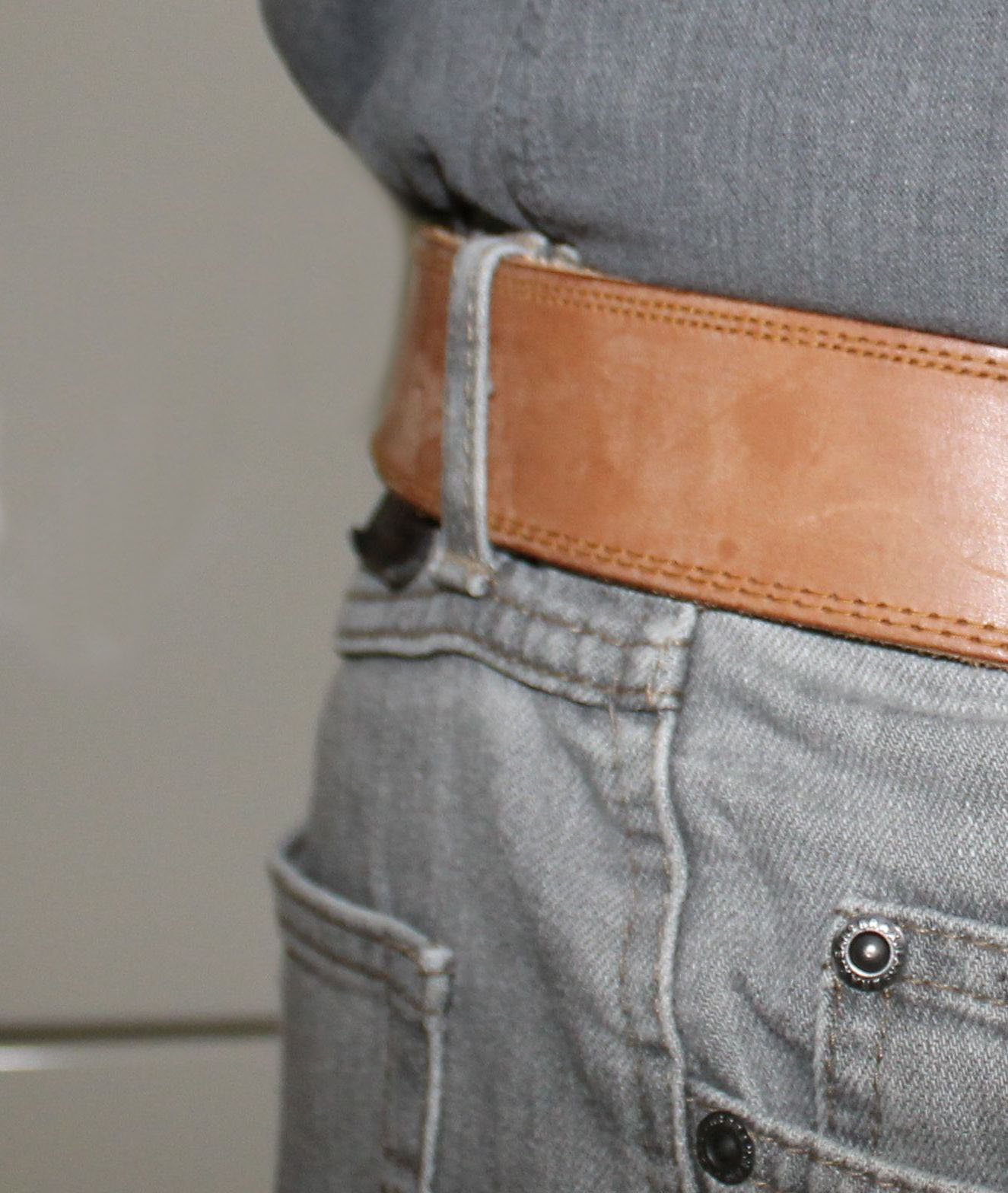
ベルトループ

ボトムス（下半身用衣類）のウェスト部分に巻いて、それがずり落ちるのを防ぐのが代表的用途である。ほとんどのズボン（パンツ、トラウザーズ）にはウェスト部分にベルトが通せるベルトループが設けられている。
かつてはサスペンダーと併用する人もいて、ベルトはウェストの部分を絞って細く見せるために使い、サスペンダーはズボンの位置を上げたり折り目を綺麗に見せるために使った。併用する人のために股上が深いズボンも多かった。

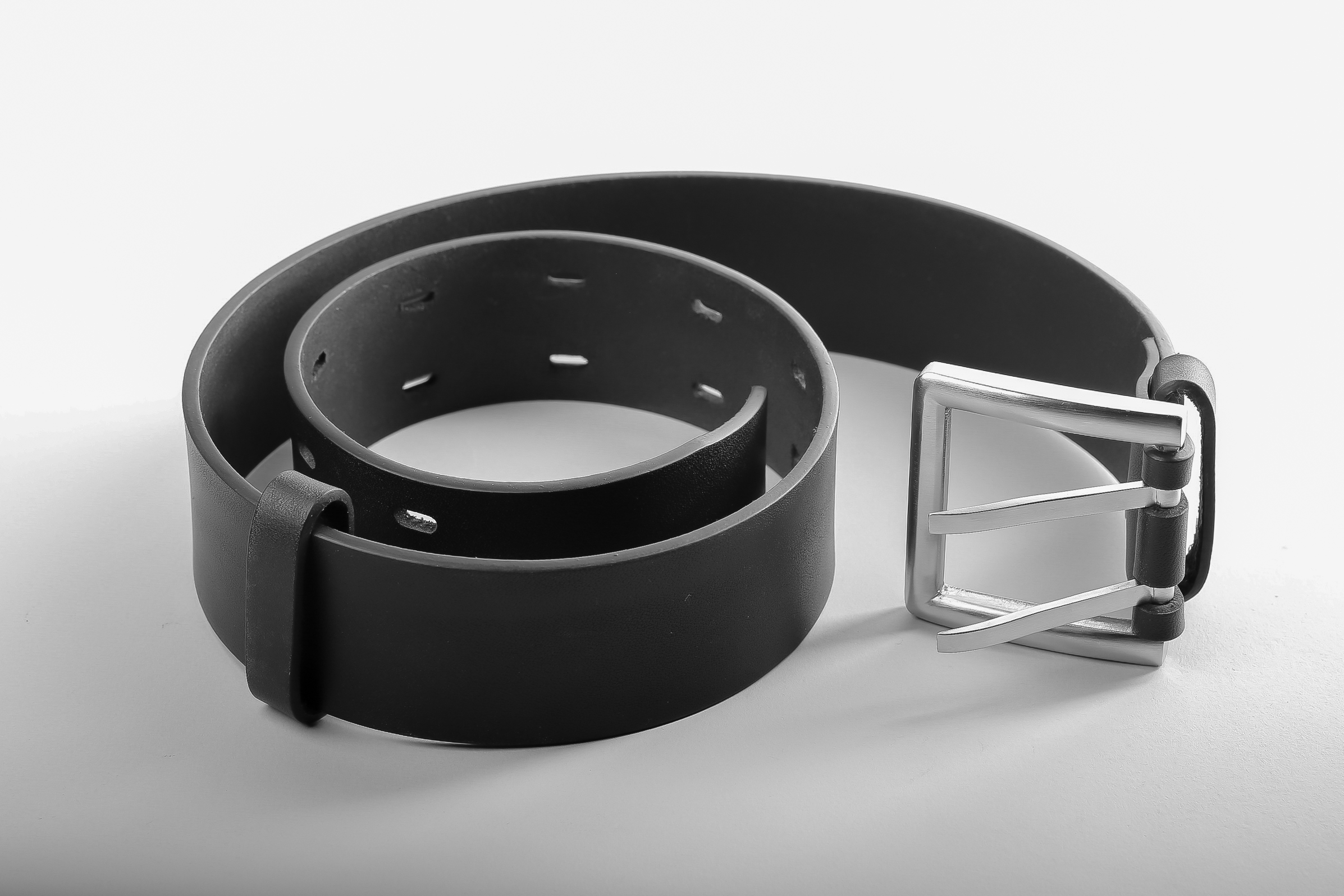

時代と共にベルトレススタイルのパンツが流行する等、ベルトは必ずしも必要ではなくなったが、オシャレにこだわりがある人はファッション性のあるアイテムとしてベルトにもこだわる。

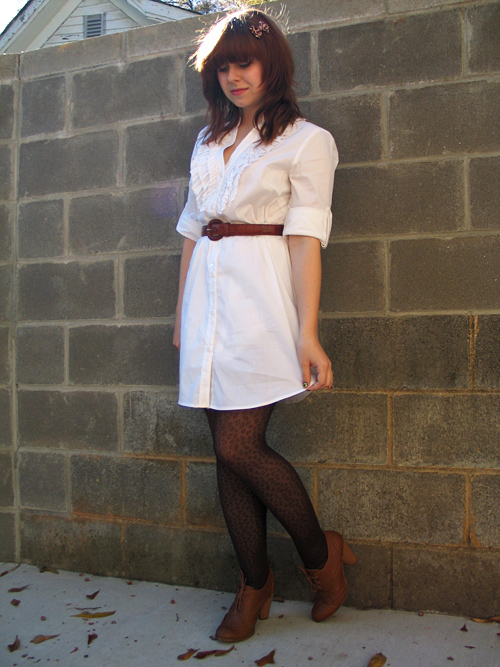
ベルトをした女性
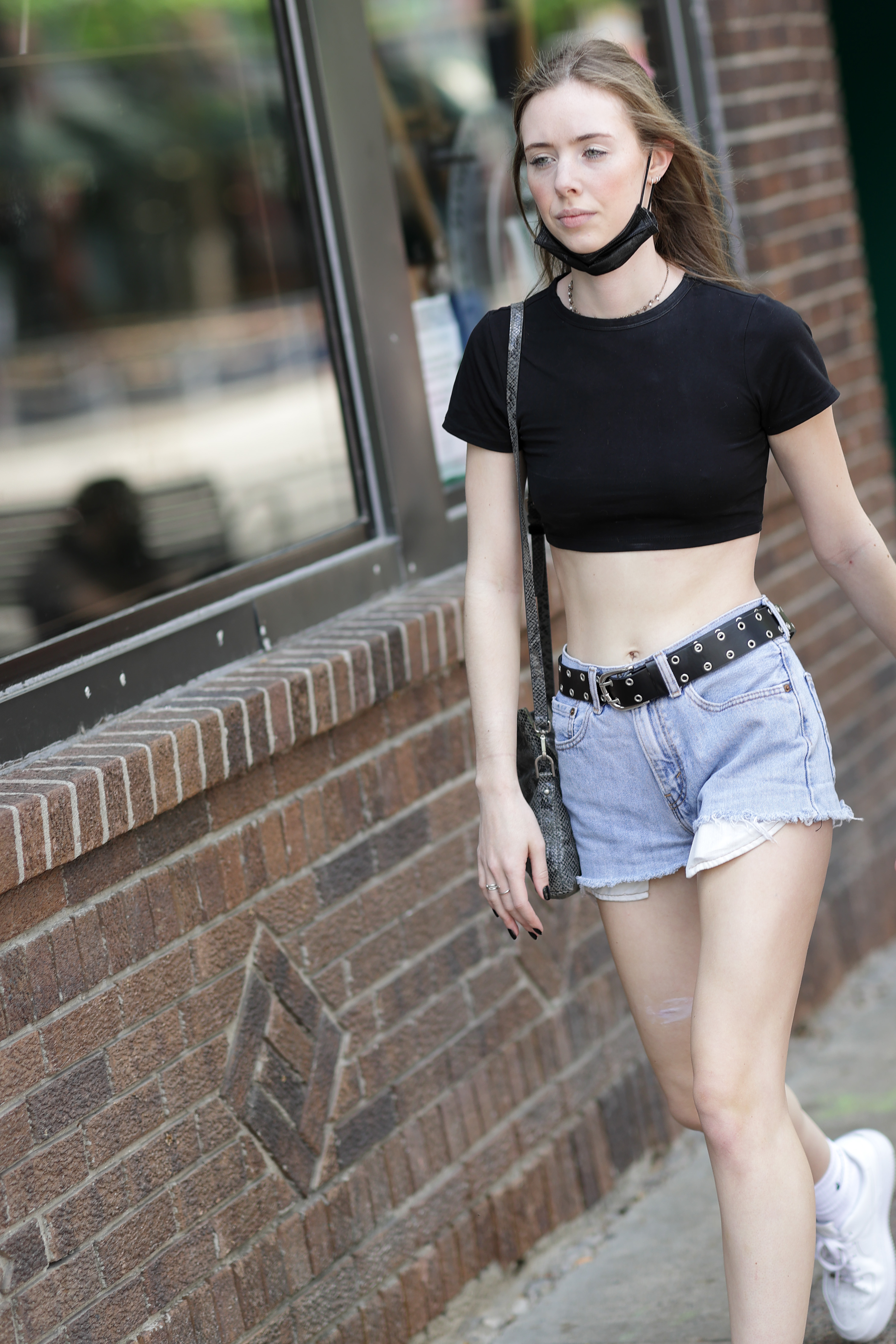
ベルトをした女性
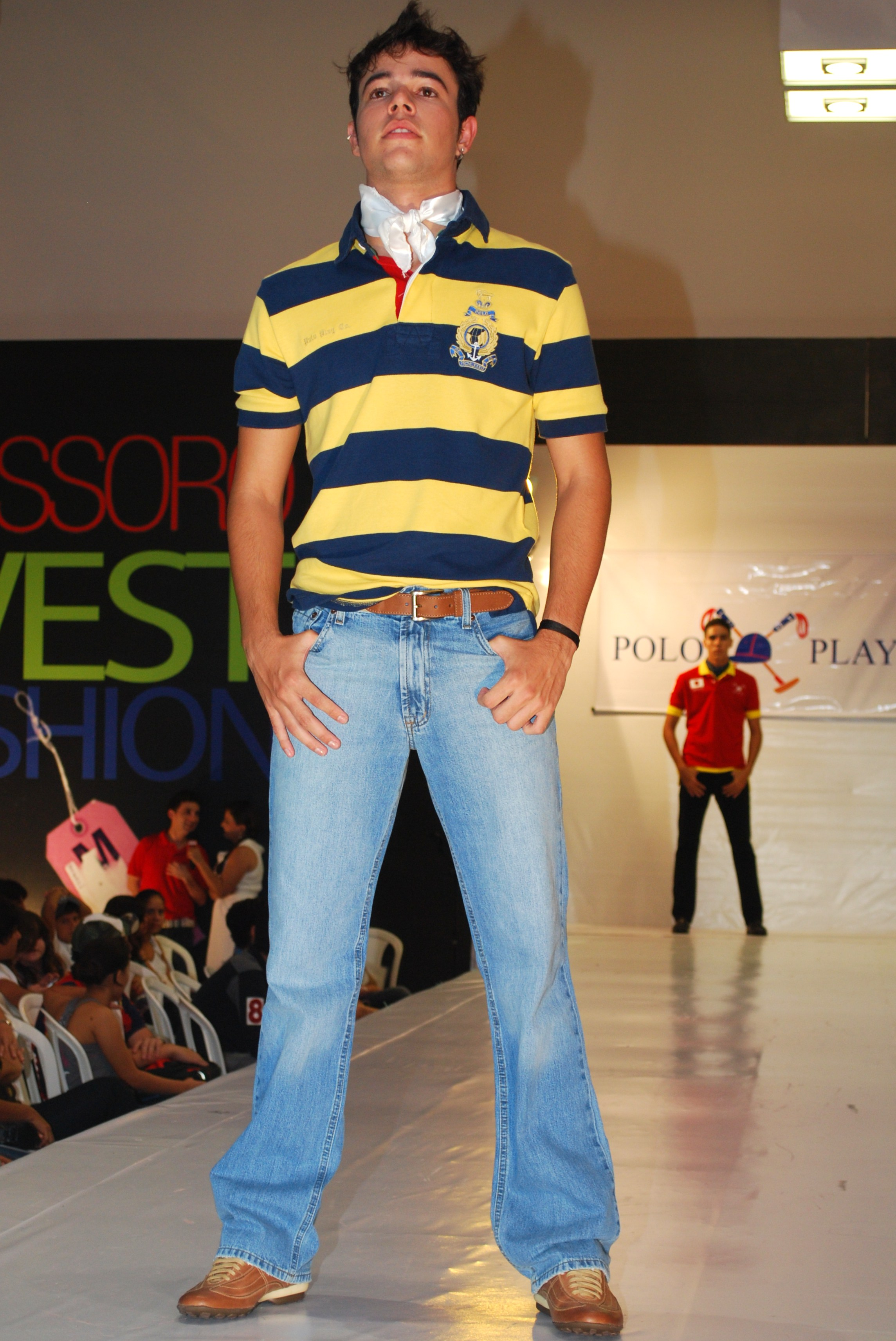
ベルトをした男性。ブラジルのファッションショーにて。

そのほか、いわゆる留め具の一種として使うこともある。ボタンやファスナーの代わりにジャケットや外套の前立てや鞄の開き部分を留めるのに用いられたり、革靴・ブーツなどでは靴紐の代わりに用いられることもある。
地位の表示
地位や権威を表示するために用いられることもある。チャンピオンベルトなど。
物の携行
携行したい物（工具、携帯電話、医療機器など）を腰の部分につけておくためにも使う。工事現場などでは工具類を身につけるために、「工具差し」と呼ばれる工具を差し込める部分を備えたベルトを、ズボンのベルトの上から締める。警察ではバッジ、手錠、警棒、懐中電灯、トランシーバー、銃弾、銃などを携行するためにホルスター付きのベルトが使われることもある。

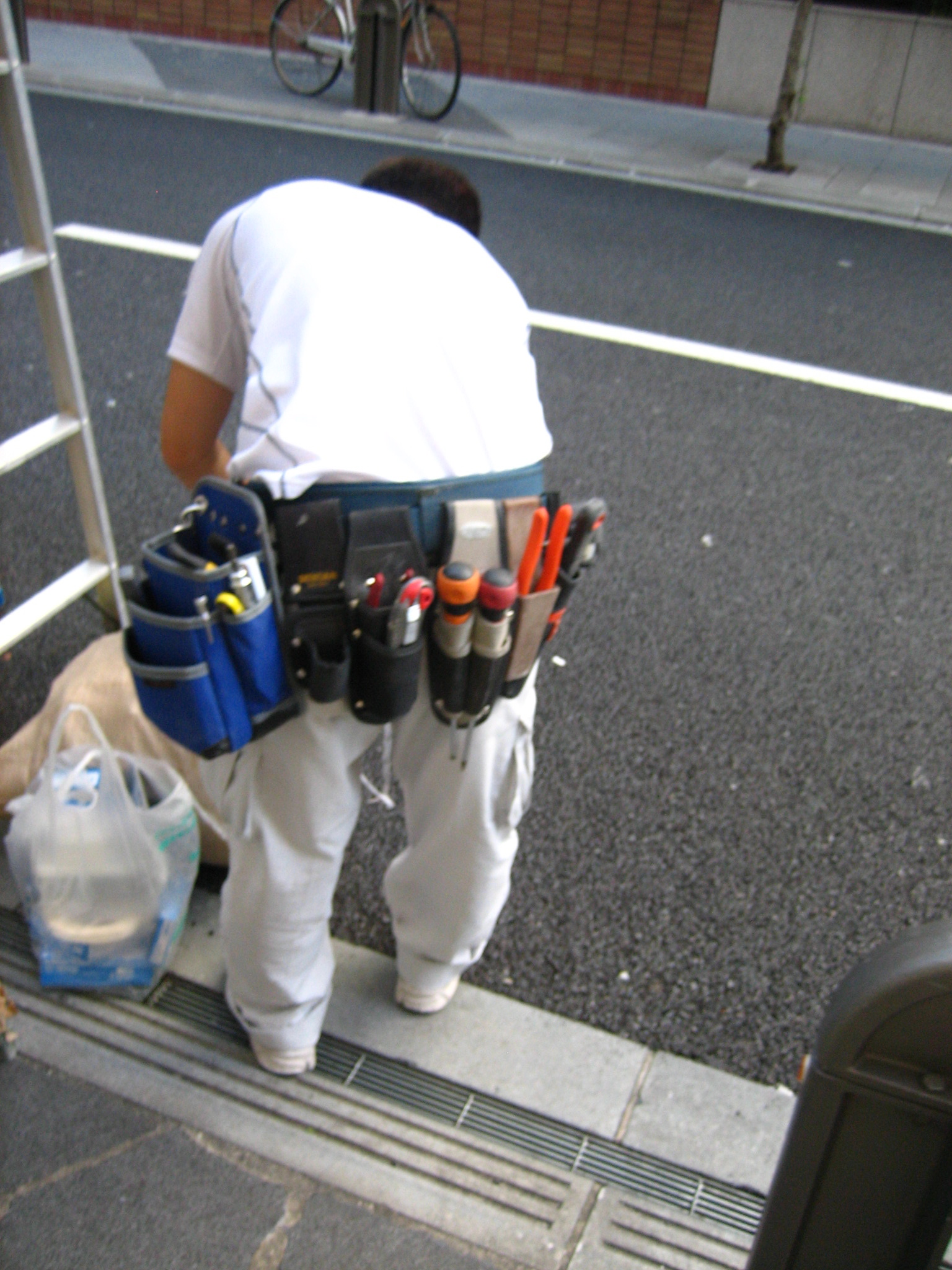
工具用のベルト
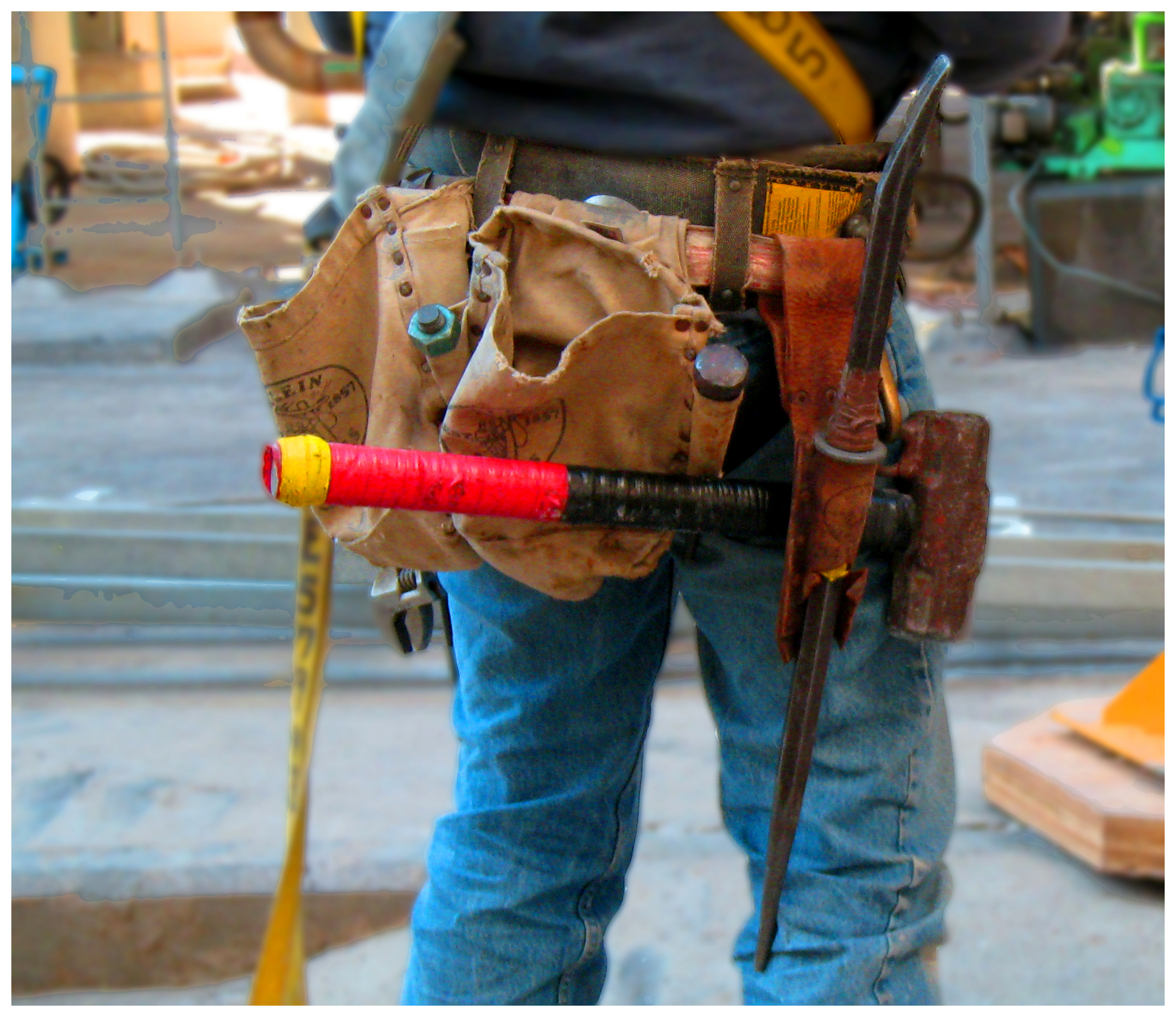
テキサスのIron Workerのベルト
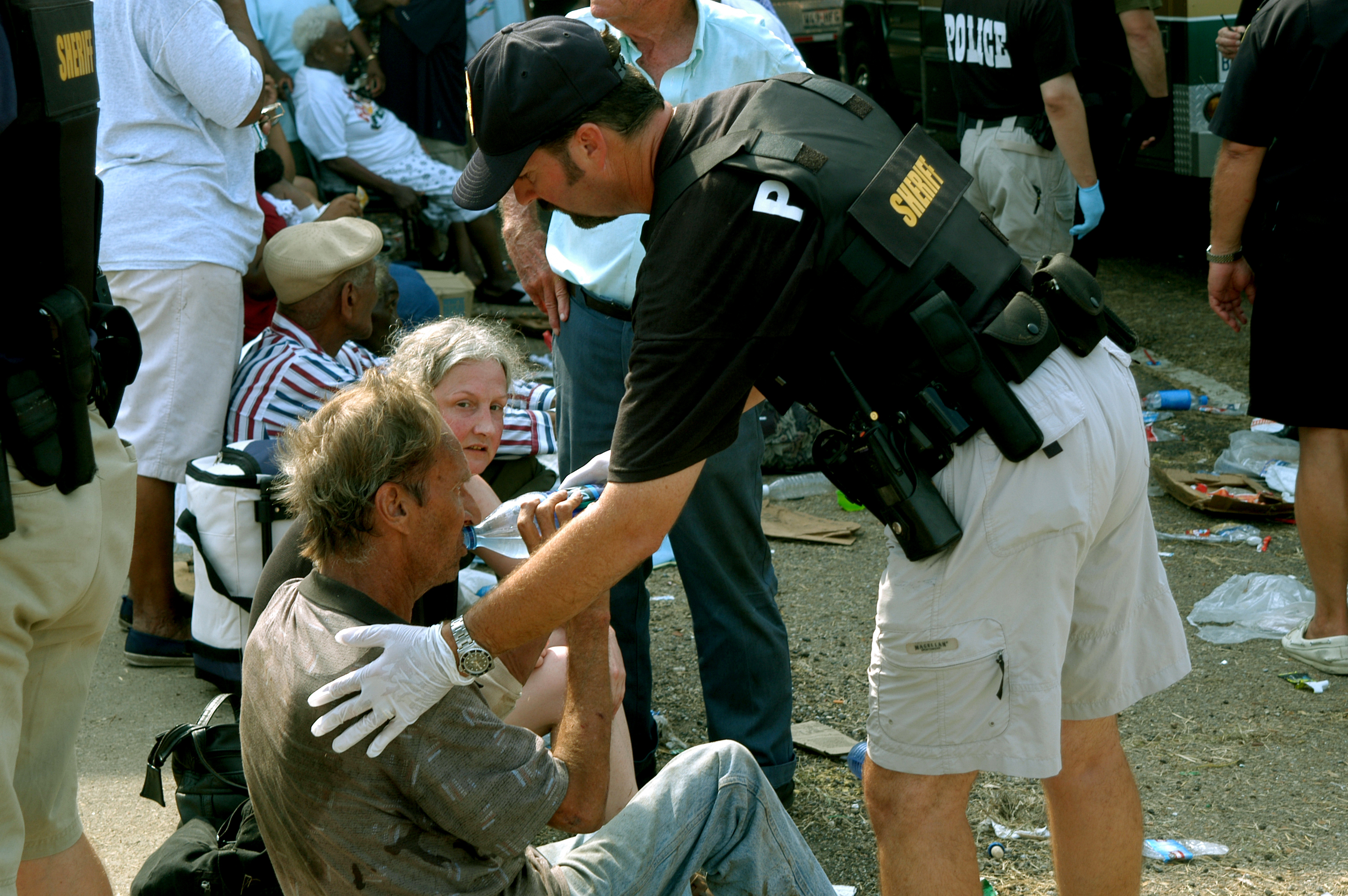
ツールベルトを着用した保安官代理
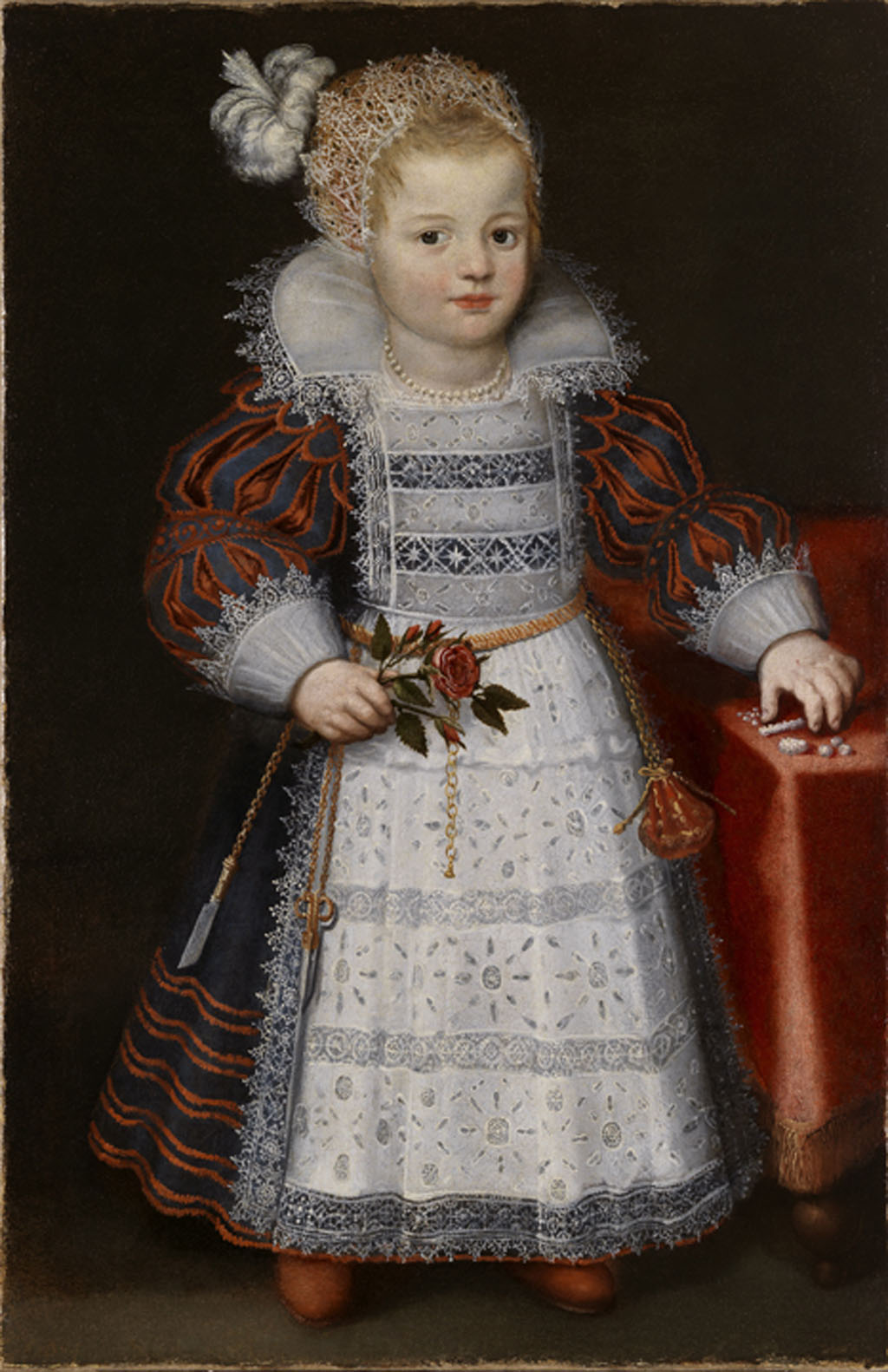
腰から様々な物を吊り下げるシャトレーヌ（英語版）を身に着けた17世紀の少女

安全の確保
人間の身体を何かに結びつけ安全を確保するためにもベルトが使われる。高所作業用の安全帯、車のシートベルトなどはそれに該当する。
拘束
警察などでは拘束具としてもベルトは用いられる。
なお、拘束具を連想させるモチーフが多く取り入れられるボンデージ・ファッションやパンク・ファッションの衣服にはベルトが多用されることがある。
腰痛緩和
腰痛ベルトは腰痛の緩和に用いられる。

## 種類

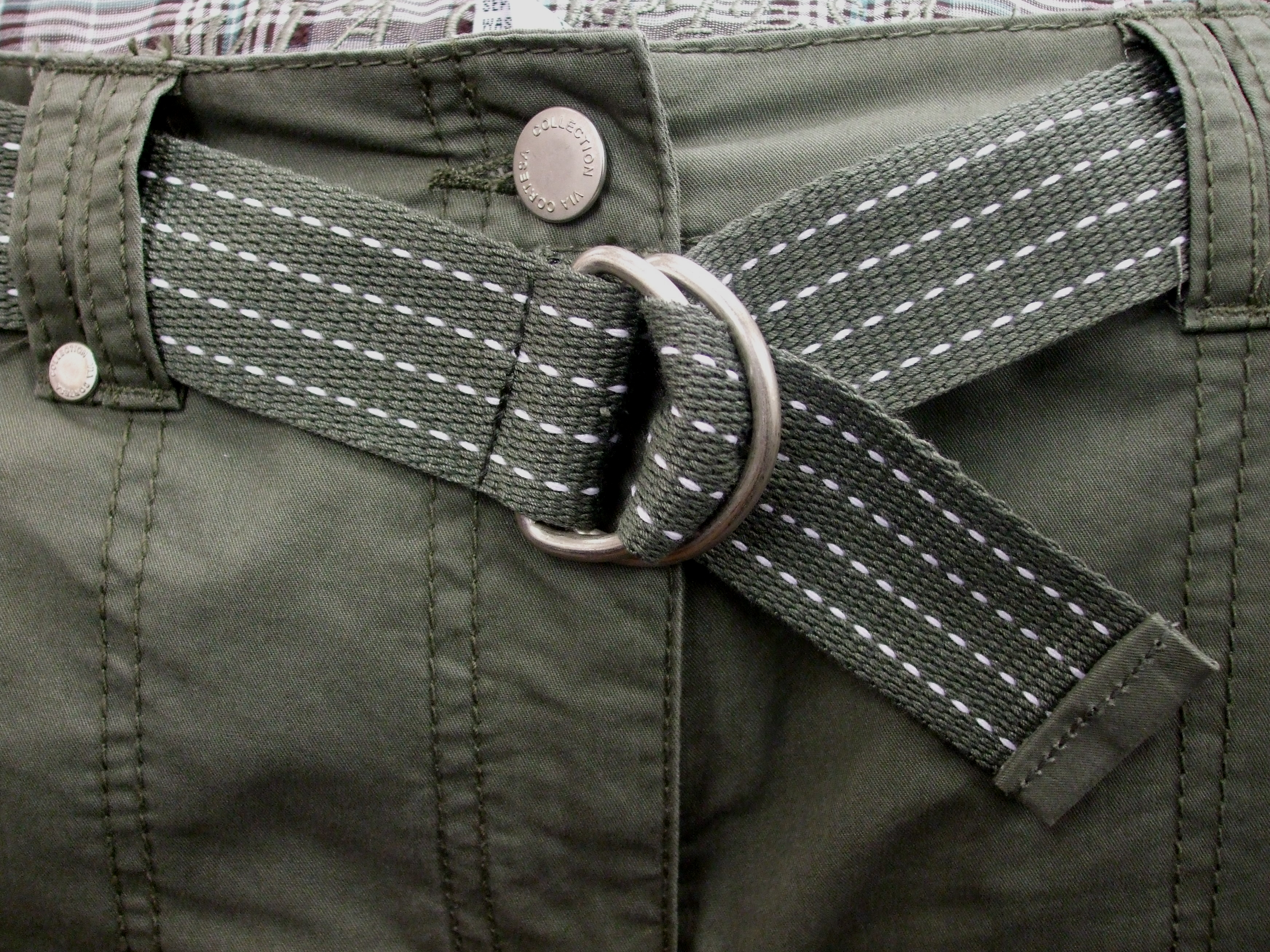
リングベルト

ドレスベルト（プレーンベルト）
スーツや私服に用いられるベルト。無地や型押はスーツや、それ以外の私服にも用いられる。
スタッズベルト
コインやリベット・ペイントのロゴやプリントを打ち込んだ物などは私服に用いられる。
二つ穴ベルト（ダブルピンベルト、ギャリソンベルト）
穴が二つあるベルト、4cm位の太めの物が多い。バックルをボタンで替えられる種類がある。ギャリソンベルトに多いスタイル。四角いバックルが特徴。
ウェスタンベルト
取り替えられるバックルやスタッズや刺繡が付いたもの。
メッシュベルト
メッシュで革や布を編んだベルト。
カービングベルト
彫刻を彫ったベルト。
ゴムベルト
ゴムを使ったベルトで左右のリング状のバックルを通すものや、ボタンの付いた留め具やクリップでベルト通しを留めるバックルの存在しないベルトも存在する。バックルや留め具周辺には革を使った製品も存在する。
リングベルト(サーシング・ベルト)

バックルがOやD型の二つ付いたリングで、ベルトが布や革で出来ている。
リボンベルト
布や革のリボンで出来たベルト。ドレスベルトのようにピンの着いたバックルで留める。
サッシュベルト
カマーバンドに酷似したベルト。
タイベルト
タイ(結ぶ)ベルト。金具やバックルは付いていない。
チェーンベルト
チェーンで出来たベルト。装飾の意味合いが強い。
ハイウェストベルト
腰や腹、ジャケットやトップスの上に付けるベルト。女性や警備員、自衛隊・軍隊・警察・消防吏員等の公務員が付けることが多い。正刀帯、刀帯も仲間の一種にあたる。[:en]
サム・ブラウン・ベルト
サム・ブラウンが考案したベルト。襷の様な斜めのベルト「斜革」が付属している。弾薬盒を束ねたベルトも似た形状をしている。ハイウェストベルトの一種。日本語では負革（おいかわ）やスリングベルトと言う。[:en]
正刀帯

刀帯

GIベルト（布ベルト、ガチャベルト、コットンベルト）
ファッション以外にも 作業着として用いられることが多い。安全帯の一種。穴が無くバックルで自由に留められる。布はナイロンやポリエステルが多いが、綿製の他にプラスチック製や皮革の物もある。
コーリンベルト
和服の着付けに用いるベルト。
帯留
帯締めに通す和服用のベルト。
石帯
束帯に用いる和服用のベルト。

## ギャラリー

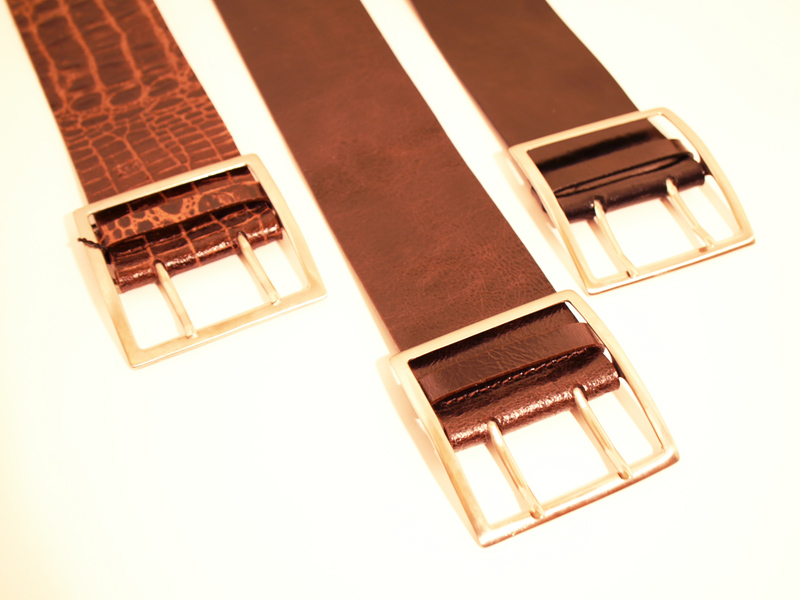
女性用革ベルト
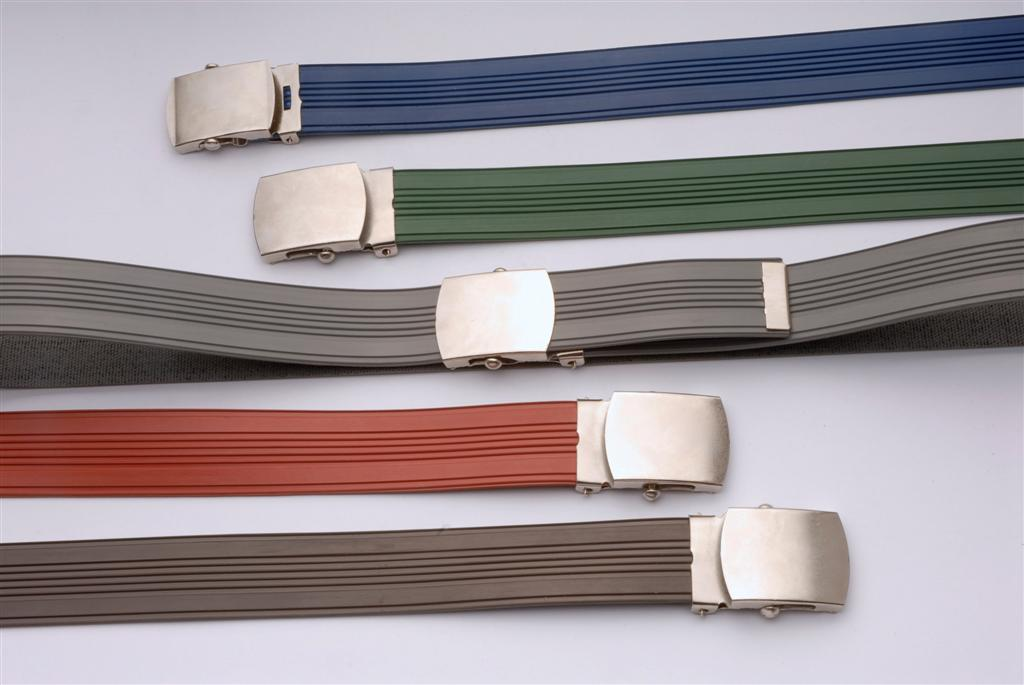
布ベルト
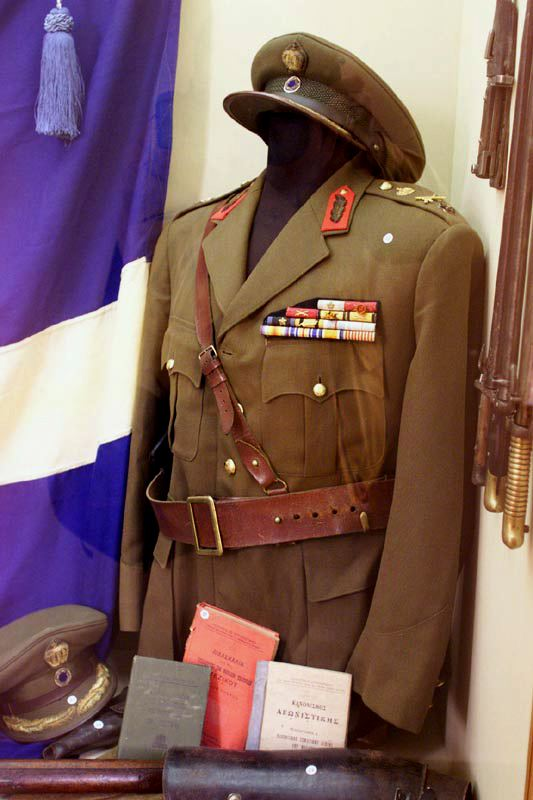
サム・ブラウン・ベルト
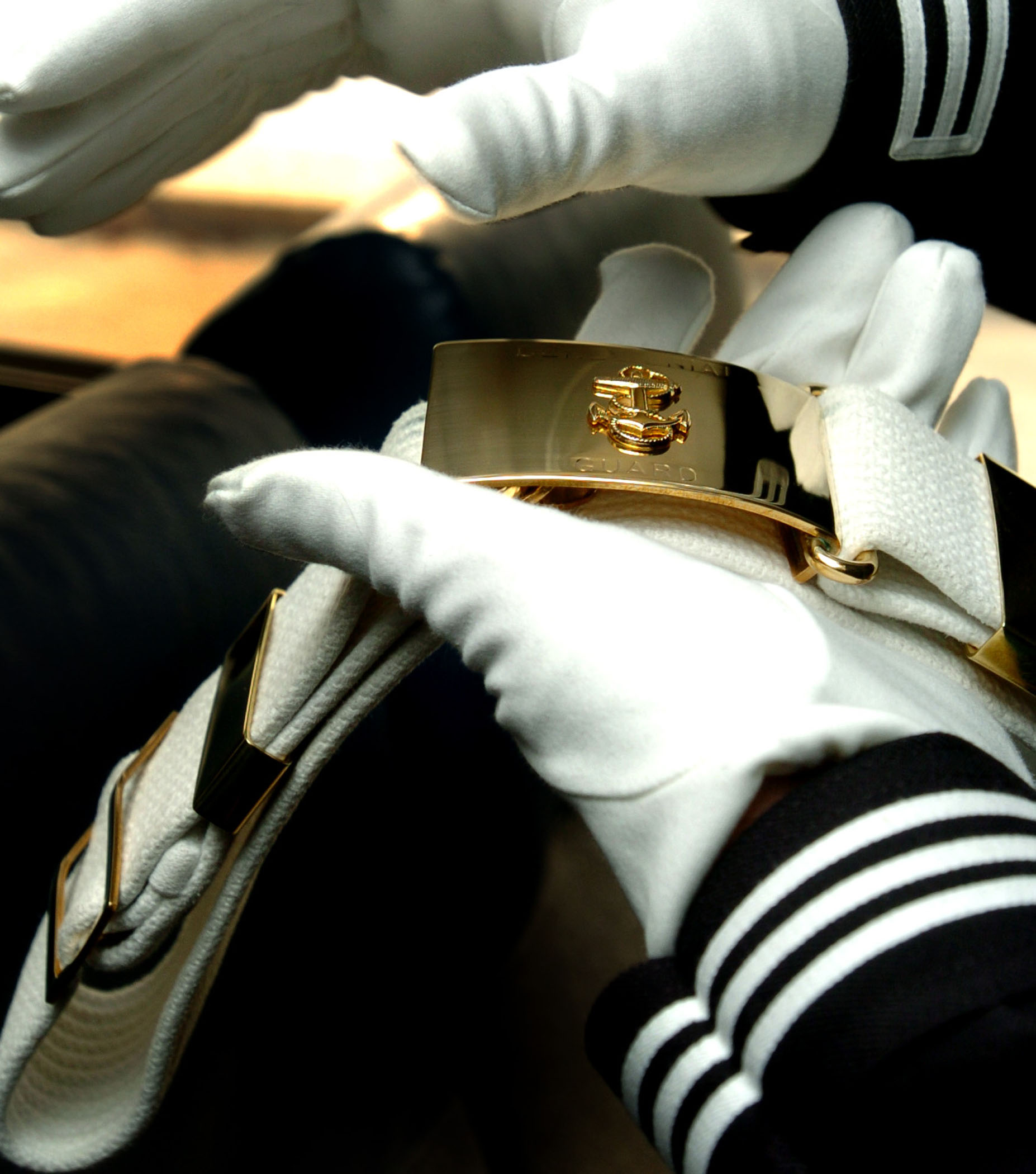
アメリカ海軍儀仗兵のベルト
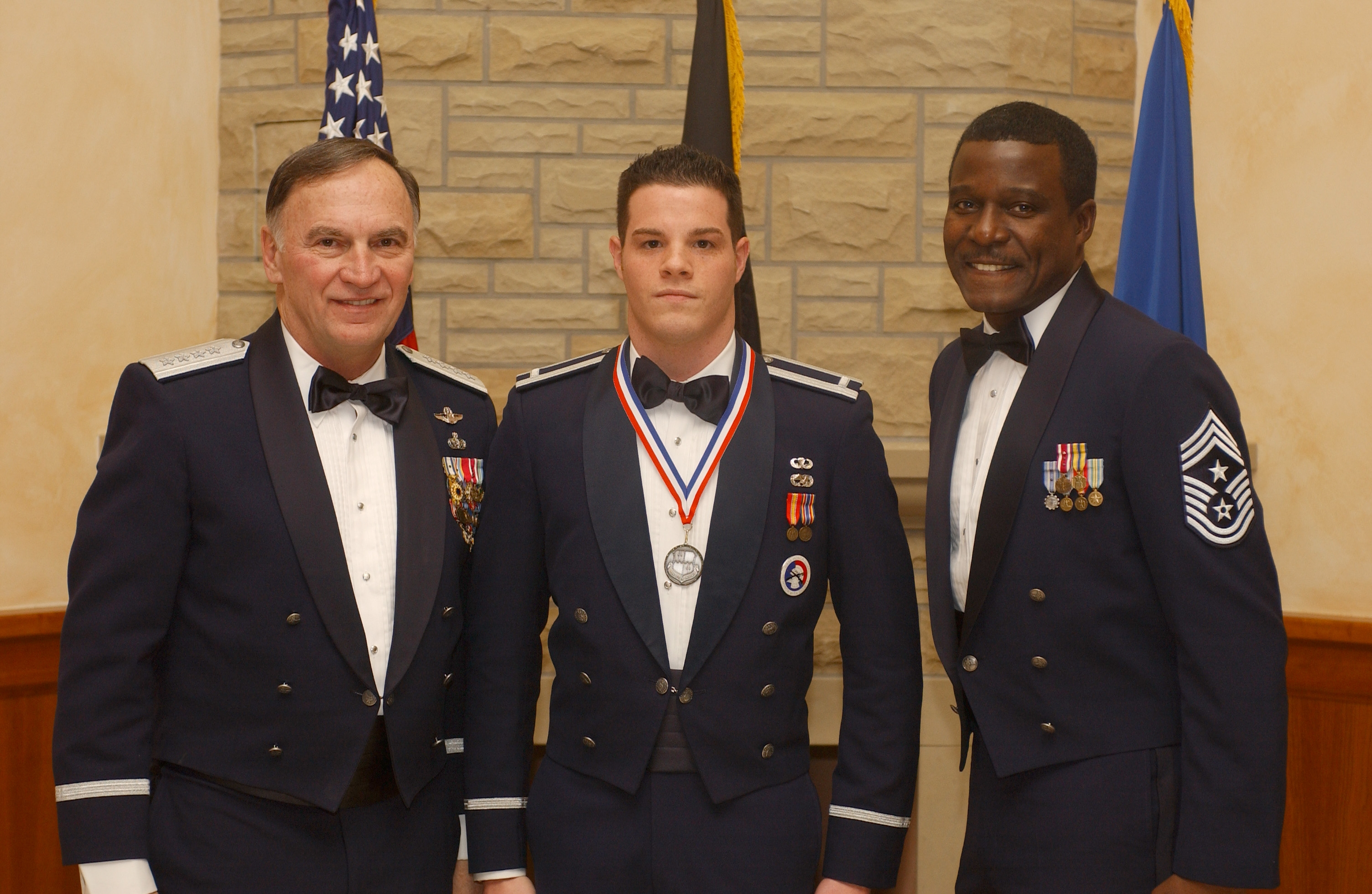
メスジャケットの下にカマーバンドを着用した、礼装のアメリカ空軍の将校と上級下士官
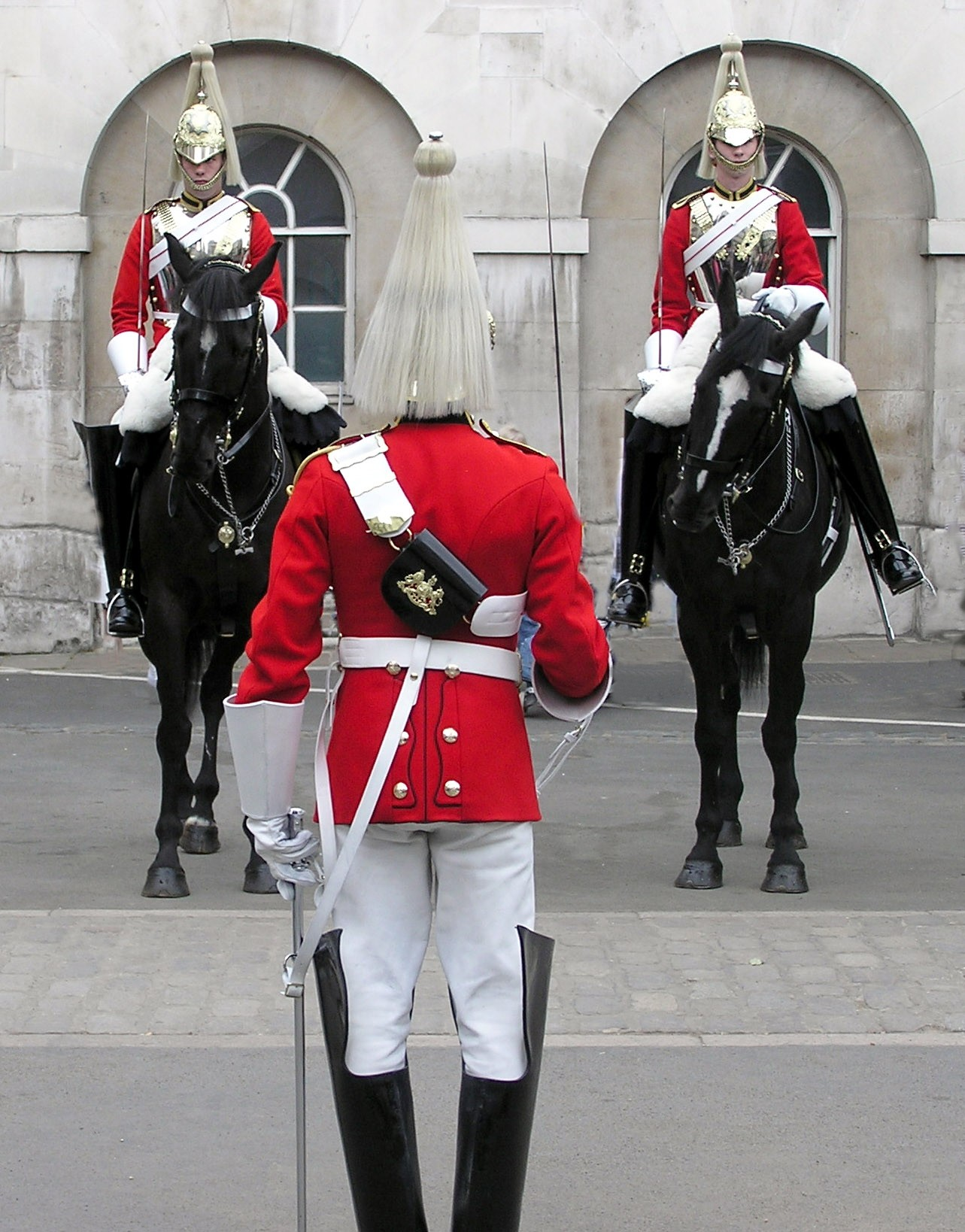
英国のライフガーズ
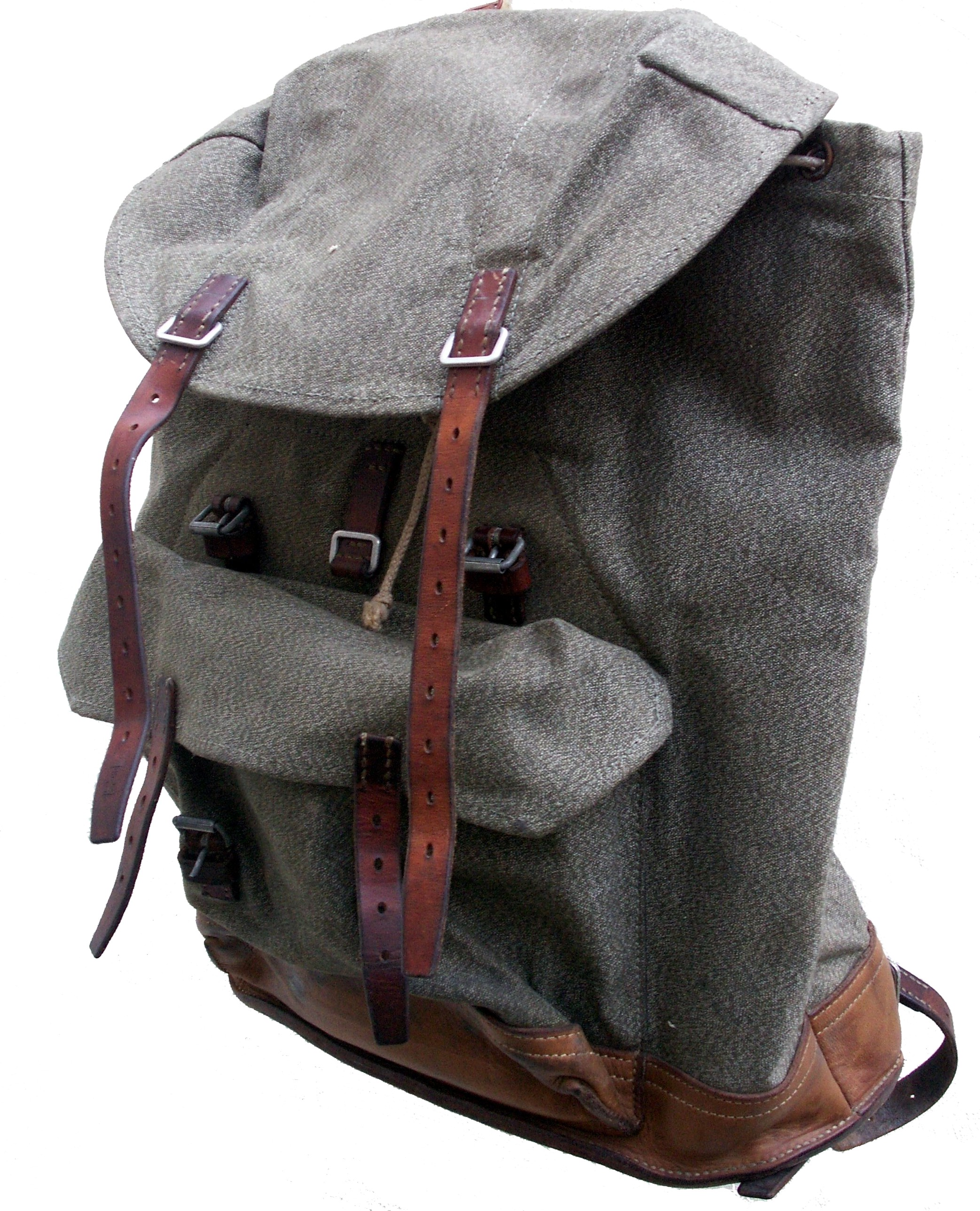
リュックサックに用いるベルト
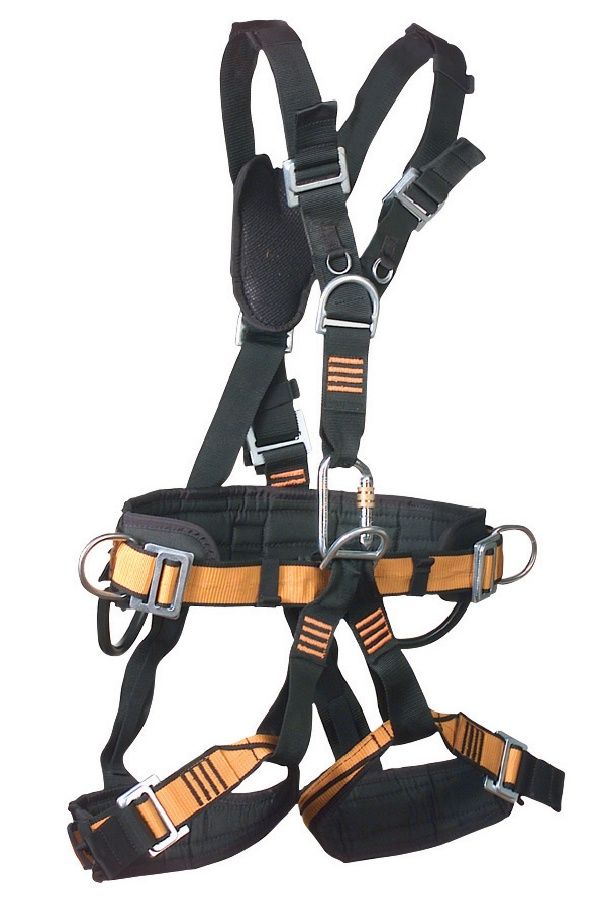
ロッククライミングに用いるハーネス
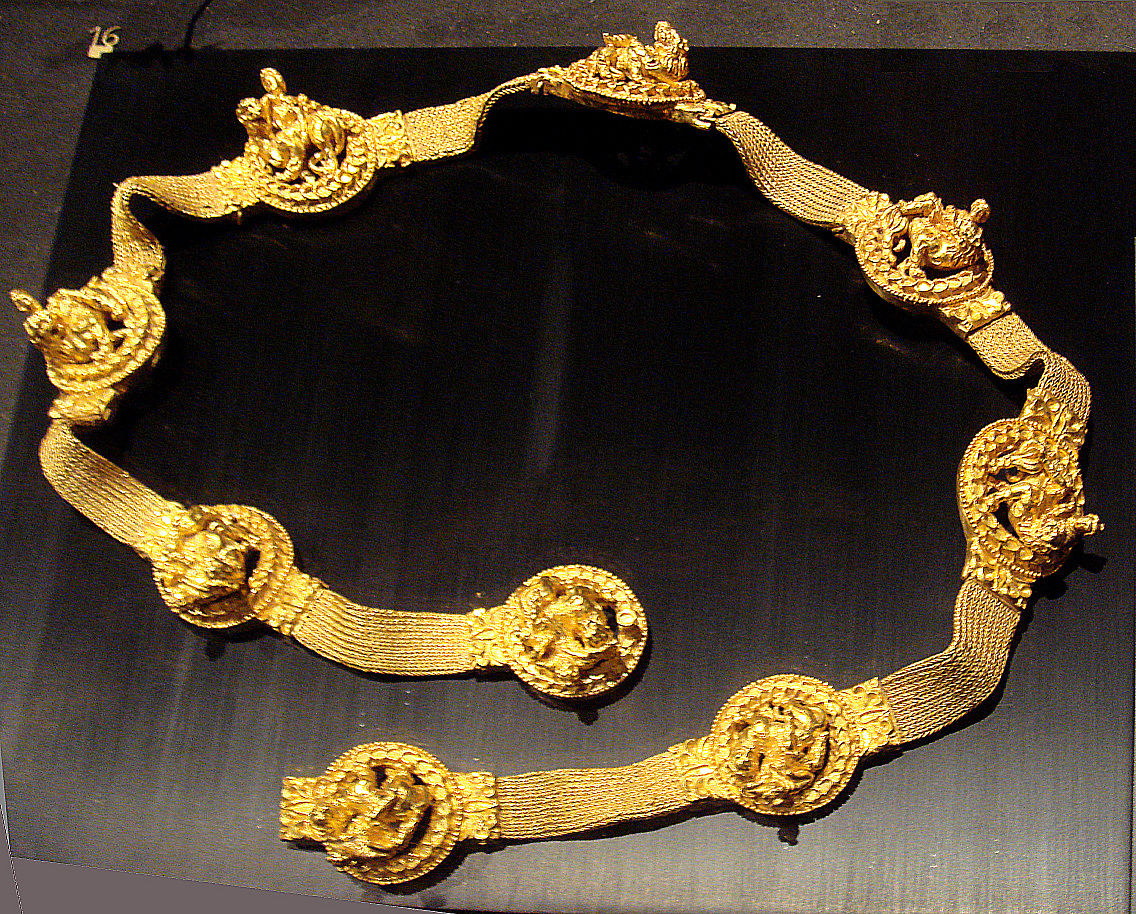
アフガニスタン北東部の「Tillya Tepe」にて発掘された黄金のベルト。ライオンに乗るディオニューソスが描写されている。
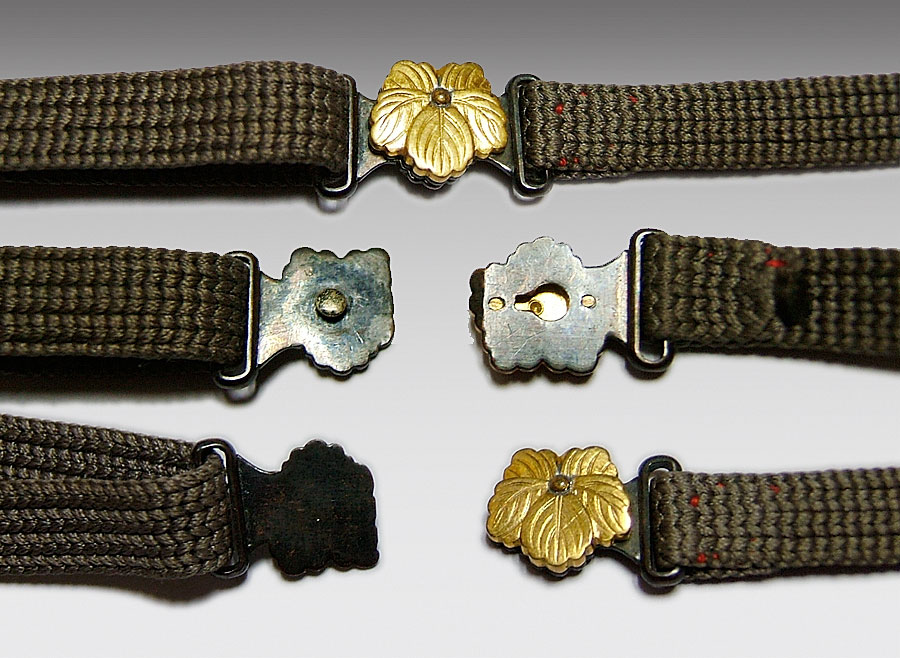
帯留

## 語源
ラテン語のバルテウス（BALTEUS）が語源とされている。